# آتشفشان دمون
آتشفشان دمون (انگلیسی: Demon) یک کوه آتشفشانی در جزایر کوریل کشور روسیه است.